# Westerlund 1
Pour les articles homonymes, voir Westerlund.
Westerlund 1, autrement appelé l'amas de l'Autel, est un amas ouvert situé dans la constellation de l'Autel. Il a été découvert par Bengt Westerlund en 1961, d'où cette désignation. Sa distance au système solaire est longtemps restée incertaine, mais est désormais établie à 3,9 ± 0,7 kpc, ce qui place cet amas au sein du bras spiral Écu-Croix. Comme beaucoup d'amas ouverts, il possède une population importante d'étoiles jeunes parmi lesquelles des étoiles massives, dont certains sont des étoiles Wolf-Rayet. Un des objets célestes les plus notables de cet amas est le pulsar X anormal CXOU J164710.2-455216. 

Observation en infrarouge, obtenue par le télescope spatial James Webb ; étoiles massives et brillantes distinguées avec six grandes pointes de diffraction ainsi que le gaz en rouge.